# 龜山藩 (丹波國)
龜山藩（日语：／ Kameyama-han */?）是日本丹波國桑田郡龜山的藩，文祿4年（1595年）創藩，慶長7年9月19日（1602年11月2日）一度廢藩，慶長14年8月4日（1609年9月2日）再次創藩，明治2年6月19日（1869年7月27日）為了避免與伊勢國的龜山藩混淆而改稱龜岡藩（日语：／ Kameoka-han */?），明治4年7月14日（1871年8月29日）廢藩，石高在高峰期達50,000石，明治維新時的實高是57,200石，藩廳是龜山城，藩校創建自元祿年間（1688年至1704年），文政7年12月設立文藝和武藝的教場，講義所稱為邁訓堂，句讀和數學所稱為廣德館，習字所則稱為鐵門館。人口在明治2年（1869年）時10,843戶45,253人。

## 歷史
文祿4年（1595年），前田玄以以50,000石入主龜山。慶長5年（1600年）9月，關原之戰爆發，玄以在大坂城向德川氏傳達石田三成等人的動靜有功，因此獲安堵龜山50,000石。慶長7年5月7日（1602年6月26日），玄以之子前田茂勝繼位，並且於同年9月19日（11月2日）轉封至丹波國八上，龜山則先後由北條氏勝和權田小三郎擔任代官。慶長14年8月4日（1609年9月2日），岡部長盛從下總國下総山崎藩以32,000石入主龜山，其後獲加增2,000石，基於此地是連接京都和山陰地方的交通要衝，因此此後均由譜代大名擔任藩主。
元和7年（1621年）8月，長盛轉封至丹波國福知山，龜山便由松平成重從三河國西尾入主。寬永11年閏7月6日（1634年8月29日），松平忠昭轉封至豐後國龜川，龜山改由菅沼定芳從近江國膳所以41,100石入主。寬永20年3月26日（1643年5月14日），菅沼定昭繼位，他分別分知2,000石和1,100石予其弟菅沼定實和定賞。正保4年9月21日（1647年10月18日），菅沼定昭由於在無嗣的情況下死去而被改易。
正保5年閏正月19日（1648年3月13日），松平忠晴從遠江國掛川以38,000石入主龜山。貞享3年正月21日（1686年2月13日），松平忠周轉封至武藏國岩槻。同年正月26日（2月18日），久世重之從備中國庭瀨以50,000石入主龜山。元祿10年6月10日（1697年7月27日），重之轉封至三河國吉田，龜山則由井上正岑從美濃國八幡以47,000石入主。元祿15年9月1日（1702年10月21日），正岑轉封至常陸國下館，龜山改由青山忠重從遠江國濱松以50,000石入主。
寬延元年8月3日（1748年8月26日），青山忠朝轉封至丹波國篠山，相對地松平信岑則從篠山以50,000石入主龜山。萬延元年12月28日（1861年2月7日），藩主松平信義就任為老中。王政復古後的慶應3年12月13日（1868年1月7日），龜山藩與篠山藩等一同負責維持京都市內的治安以及消防。鳥羽伏見之戰爆發後，新政府軍以西園寺公望為山陰道鎮撫總督從丹波國和但馬國出發前往西國。
慶應4年正月5日（1868年1月29日），公望一行人抵達馬路村，翌日龜山藩也派家老前往馬路村，不過公望等人認為其沒有誠意，在其回程後派薩摩藩和長州藩進軍至龜山城下，龜山藩雖然佐幕色彩濃厚，但是在新政府軍的恫喝下旋即投降。同年2月20日（3月13日），松平信正奉命在大坂行幸時與熊本藩等一同殿後。明治2年6月19日（1869年7月27日），為了避免與伊勢國的龜山藩混淆而改稱龜岡藩。明治4年7月14日（1871年8月29日），廢藩置縣。

## 歷任藩主
| 家名       | 家格      | 名稱     | 石高               | 藩領                                                              |
| ---------- | --------- | -------- | ------------------ | ----------------------------------------------------------------- |
| 前田家     | 外樣 城持 | 前田玄以 | 50,000石           | 丹波國內                                                          |
| 前田家     | 外樣 城持 | 前田茂勝 | 50,000石           | 丹波國內                                                          |
| 岡部家     | 譜代 城持 | 岡部長盛 | 32,000石↓ 34,000石 | 丹波國內                                                          |
| 大給松平家 | 譜代 城持 | 松平成重 | 22,200石           | 丹波國桑田郡                                                      |
| 大給松平家 | 譜代 城持 | 松平忠昭 | 22,200石           | 丹波國桑田郡                                                      |
| 菅沼家     | 譜代 城持 | 菅沼定芳 | 41,100石           | 丹波國桑田郡、船井郡、冰上郡、天田郡和多紀郡                      |
| 菅沼家     | 譜代 城持 | 菅沼定昭 | 38,000石           | 丹波國桑田郡、船井郡、冰上郡、天田郡和多紀郡                      |
| 藤井松平家 | 譜代 城持 | 松平忠晴 | 38,000石           | 丹波國桑田郡、船井郡、冰上郡和多紀郡                              |
| 藤井松平家 | 譜代 城持 | 松平忠昭 | 38,000石           | 丹波國桑田郡、船井郡、冰上郡和多紀郡                              |
| 藤井松平家 | 譜代 城持 | 松平忠周 | 38,000石           | 丹波國桑田郡、船井郡、冰上郡和多紀郡                              |
| 久世家     | 譜代 城持 | 久世重之 | 50,000石           | 丹波國桑田郡、船井郡、冰上郡和多紀郡 備中國都宇郡、窪屋郡和淺口郡 |
| 井上家     | 譜代 城持 | 井上正岑 | 47,000石           | 丹波國桑田郡、船井郡、冰上郡和多紀郡 備中國都宇郡和窪屋郡         |
| 青山家     | 譜代 城持 | 青山忠重 | 50,000石           | 丹波國桑田郡、船井郡、冰上郡和多紀郡 備中國淺口郡                 |
| 青山家     | 譜代 城持 | 青山俊春 | 50,000石           | 丹波國桑田郡、船井郡、冰上郡和多紀郡 備中國淺口郡                 |
| 青山家     | 譜代 城持 | 青山忠朝 | 50,000石           | 丹波國桑田郡、船井郡、冰上郡和多紀郡 備中國淺口郡                 |
| 形原松平家 | 譜代 城持 | 松平信岑 | 50,000石           | 丹波國桑田郡、船井郡、冰上郡和多紀郡 備中國淺口郡                 |
| 形原松平家 | 譜代 城持 | 松平信直 | 50,000石           | 丹波國桑田郡、船井郡、冰上郡和多紀郡 備中國淺口郡                 |
| 形原松平家 | 譜代 城持 | 松平信道 | 50,000石           | 丹波國桑田郡、船井郡、冰上郡和多紀郡 備中國淺口郡                 |
| 形原松平家 | 譜代 城持 | 松平信彰 | 50,000石           | 丹波國桑田郡、船井郡、冰上郡和多紀郡 備中國淺口郡                 |
| 形原松平家 | 譜代 城持 | 松平信志 | 50,000石           | 丹波國桑田郡、船井郡、冰上郡和多紀郡 備中國淺口郡                 |
| 形原松平家 | 譜代 城持 | 松平信豪 | 50,000石           | 丹波國桑田郡、船井郡、冰上郡和多紀郡 備中國淺口郡                 |
| 形原松平家 | 譜代 城持 | 松平信義 | 50,000石           | 丹波國桑田郡、船井郡、冰上郡和多紀郡 備中國淺口郡                 |
| 形原松平家 | 譜代 城持 | 松平信正 | 50,000石           | 丹波國桑田郡、船井郡、冰上郡和多紀郡 備中國淺口郡                 |

## 武家屋敷
江戶藩邸上屋敷最初位於西丸下，拜領自寬永13年（1636年），天和元年10月26日（1681年12月5日）轉移至日比谷門內，元祿10年4月19日（1697年6月7日）再轉移至水道橋外，元祿16年7月11日（1703年8月23日）被收回。同年9月19日（10月29日），獲賜愛宕下藪小路上屋敷，正德4年9月6日（1714年10月14日）轉移至龍之口，享保2年2月9日（1717年3月21日）轉移至一橋外，其添屋敷位於雉子橋通，拜領自寶曆8年（1758年）12月。萬延2年正月12日（1861年2月21日），拜領龍之口上屋敷，文久3年9月21日（1863年11月2日）轉移至外櫻田，同年10月7日（11月17日）轉移至八代洲河岸，元治元年7月9日再轉移至外櫻田。
中屋敷位於神田橋外，拜領自元治年間（1864年至1865年）或以前。芝田町五丁目下屋敷推測拜領自寬文年間（1661年至1673年）或以前，元祿16年7月6日（1703年8月18日）範圍擴大，天保15年2月21日（1844年4月8日）部分轉移為本所南割下水下屋敷，弘化3年12月25日（1847年2月10日）再有部分轉移為巢鴨駕籠町下屋敷。正德5年正月29日（1715年3月4日），拜領小石川白山御殿跡下屋敷，享保6年（1721年）被收回。享保21年4月27日（1736年6月6日），以雉子橋通添屋敷換得麻布谷町下屋敷。弘化4年3月2日（1847年4月16日），巢鴨駕籠町下屋敷部分轉移至本所南割下水下屋敷。京屋敷則位於中野之町。

## 領地
| 令制國 | 郡     | 領地 |
| ------ | ------ | --- |
| 丹波國 | 桑田郡 | 馬堀村、山本村、王子村、篠村、森村、廣田村、淨法寺村、柏原村、三宅村、古世村、上矢田村、中矢田村、下矢田村、荒塚村、安町村、追分村、余部村、中畑村、二料村、出灰村、杉生村、田能村、下鎌倉村、上鎌倉村、柏原村、小泉村、神原村、犬飼村、吉田村、重利村、南條村、穴川村、西條村、西加舍村、宮川村、神前村、天川村、蘆山村、佐伯村、宇津根村、土田村、南金岐村、北金岐村、小林村、高野林村、今津村、千原村、小川村、拜田村、湯井村、勝林島村、南保津村、北保津村、國分村、江島里村、中村、美濃田村、山階村 |
| 丹波國 | 船井郡 | 青戶村、刑部村、北廣瀨村、觀音寺村、屋賀村、山室村、南廣瀨村、木原村、黑田村、南半田村、下口人村、中口人村、絹掛村、上口人村、大內村、松熊村、殿谷村、若森村、中野村、赤熊村、八田下村、八田鎌倉村、八田中村、八田笹尾村、八田辻村、八田中畑村、西階村、水戶村、新水戶村、上蒲生村、下蒲生村、市森村、須知村、鹽田谷村、鹽田安井村、鎌谷中村、鎌谷下村、鎌谷東股村、鎌谷奧村 |
| 丹波國 | 冰上郡 | 石才村、朝日村、長見村、新才村、牛河內村、山田村、黑井村、黑井芝村、黑井地下村、平松村、野村、棚原村、長谷村、中村、柚津村、野上野村、新知村、本知村、上竹田村、酒梨村、乙河內村、與戶村、白毫寺村、戶坂村、多田村、七日市村 |
| 備中國 | 淺口郡 | 玉島村、上船尾村、下船尾村、長尾村、水江村、柳井原村、東勇崎村 |

## 註解
1. ↑  龜山現為京都府龜岡市龜岡地區（日语：亀岡町）[1]。
2. ↑  馬路村現為龜岡市馬路町（日语：馬路村 (京都府)）[1]。
3. ↑  現行對應地名如下：
  - 西丸下現為東京都千代田區皇居外苑的皇居前廣場一帶[4][5]。
  - 日比谷門現為千代田區日比谷濠（日语：日比谷濠）南角與日比谷公園心字池交界[6]。
  - 愛宕下藪小路現為東京都港區虎之門1丁目內[6]。
  - 龍之口現為千代田區丸之內1丁目內[6]。
  - 一橋外上屋敷現在位於千代田區一橋2丁目6−14[7]。
  - 外櫻田現為千代田區日比谷和霞關一帶[8]。
  - 八代洲河岸現為千代田區皇居壕端和田倉橋（日语：和田倉橋）至日比谷一帶[6]。
4. ↑  現行對應地名如下：
  - 芝田町五丁目現為港區三田3丁目[8]。
  - 本所南割下水是從東至西流經東京都墨田區南部的運河，原本從龜澤南部向東流與大橫川（日语：大横川）相連，並且於錦絲再往東流至橫十間川（日语：横十間川），關東大震災後被填平而消失[6]。
  - 巢鴨駕籠町現為東京都文京區本駒込2丁目、6丁目、千石1丁目和4丁目的各一部分[6]。
  - 麻布谷町現為港區赤坂2丁目、六本木1和2丁目的各一部分[6]。
  - 中野之町現為京都府京都市下京區中野之町[1]。
5. ↑  根據《丹波志》「多紀郡」記載，多紀郡安口村、西野野村、下原山村、中原山村和奧原山村是龜山藩的領地[11]。

## 外部連結
- . kotobank （日语）.